# 407 v.Chr.
Het jaar 407 v.Chr. is een jaartal volgens de christelijke jaartelling.

## Gebeurtenissen

### Griekenland
- Alcibiades keert in triomf terug naar Athene en wordt als strategos in het Atheense leger in ere hersteld.
- Thrasybulus verovert Abdera en Thasos terug.
- De Spartaanse admiraal Lysander begint bij Efeze een vloot te bouwen.
- Lysander verslaat de Atheense vloot in de Zeeslag bij Notium.

## Geboren
- Speusippos (~407 v.Chr. - ~339 v.Chr.), Grieks filosoof